# Mirbelia depressa
Mirbelia depressa är en ärtväxtart som beskrevs av Ernst Georg Pritzel. Mirbelia depressa ingår i släktet Mirbelia och familjen ärtväxter. Inga underarter finns listade i Catalogue of Life.